# Calliostoma eximium
Calliostoma eximium är en snäckart som först beskrevs av Reeve 1843.  Calliostoma eximium ingår i släktet Calliostoma och familjen Calliostomatidae. Inga underarter finns listade i Catalogue of Life.

## Bildgalleri

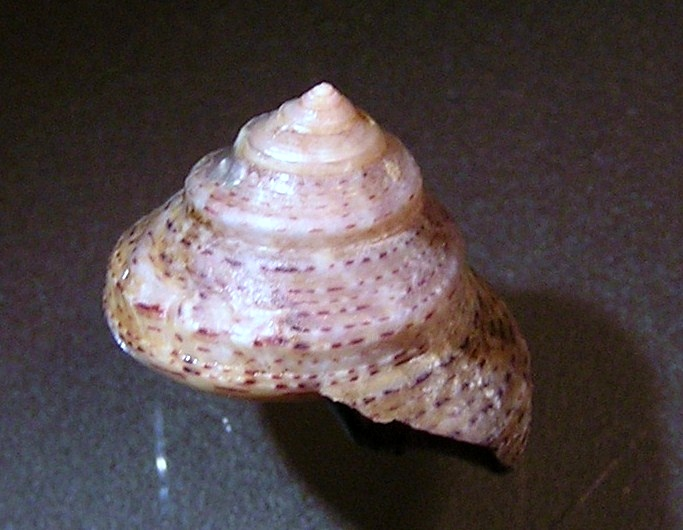
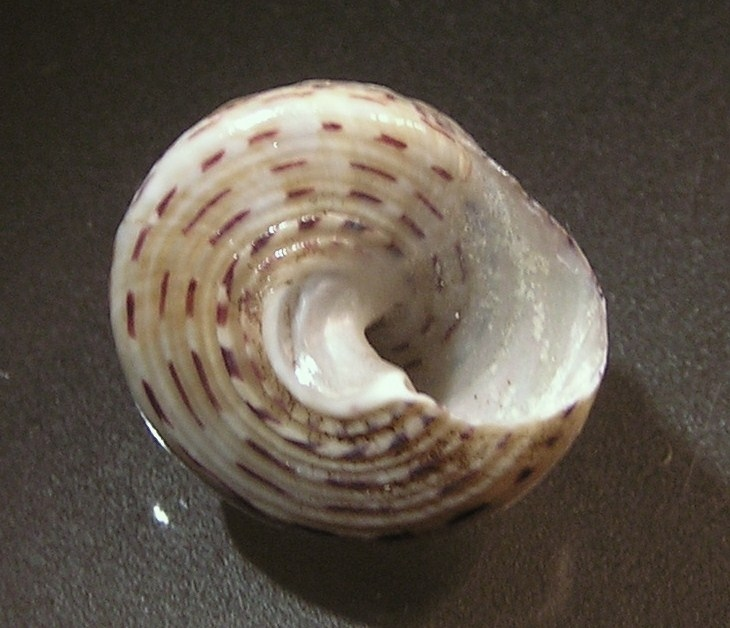
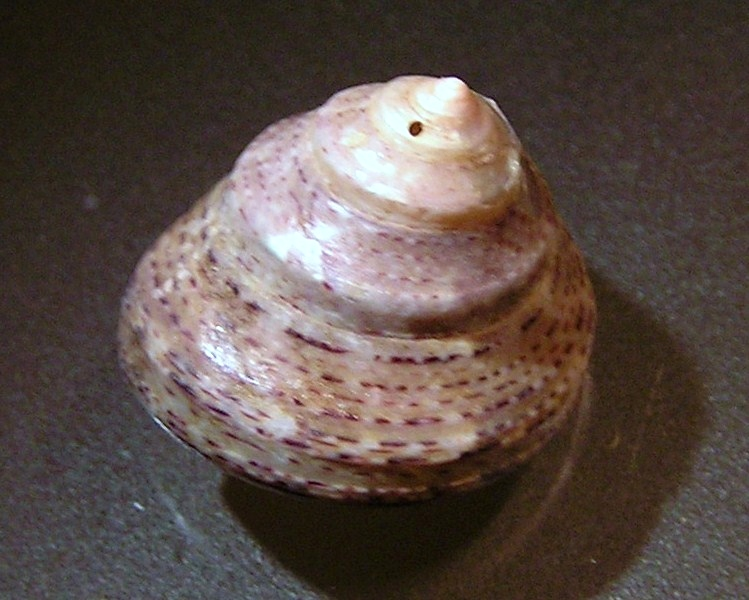